# Falkland Palace

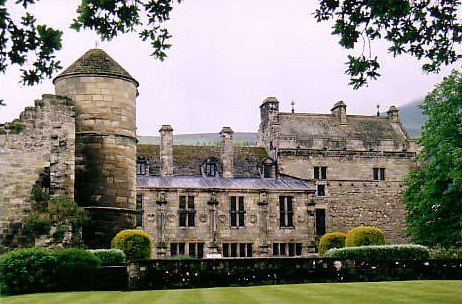
Falkland Palace i Skottland.

Falkland Palace i Fife i Skottland är ett slott som tidigare ägdes av de skotska kungarna. Idag underhålls det av National Trust for Scotland och är en turistattraktion. 